# SBB-Nachrichtenblatt
Das SBB-Nachrichtenblatt war eine Zeitschrift der Schweizerischen Bundesbahnen.
Das SBB-Nachrichtenblatt erschien monatlich von 1920 bis 1984. Die Nachrichten waren schwarz-weiss auf einem Format DIN A4 gedruckt. In der Mitte enthielt das Heft gelbe Seiten für das Personal. Dort waren alle Jubilare mit 40 Dienstjahren aufgeführt und größtenteils abgebildet, das war damals keine Seltenheit.
Im Jahr 1984 kündigte die Redaktion an, das Nachrichtenblatt durch die SBB-Zeitung als Personalzeitschrift und das SBB-Magazin als Kundenzeitschrift zu ersetzen.